# 1841 en arts plastiques
| Années des arts plastiques : 1838 - 1839 - 1840 - 1841 - 1842 - 1843 - 1844    |
| Décennies des arts plastiques : 1810 - 1820 - 1830 - 1840 - 1850 - 1860 - 1870 |

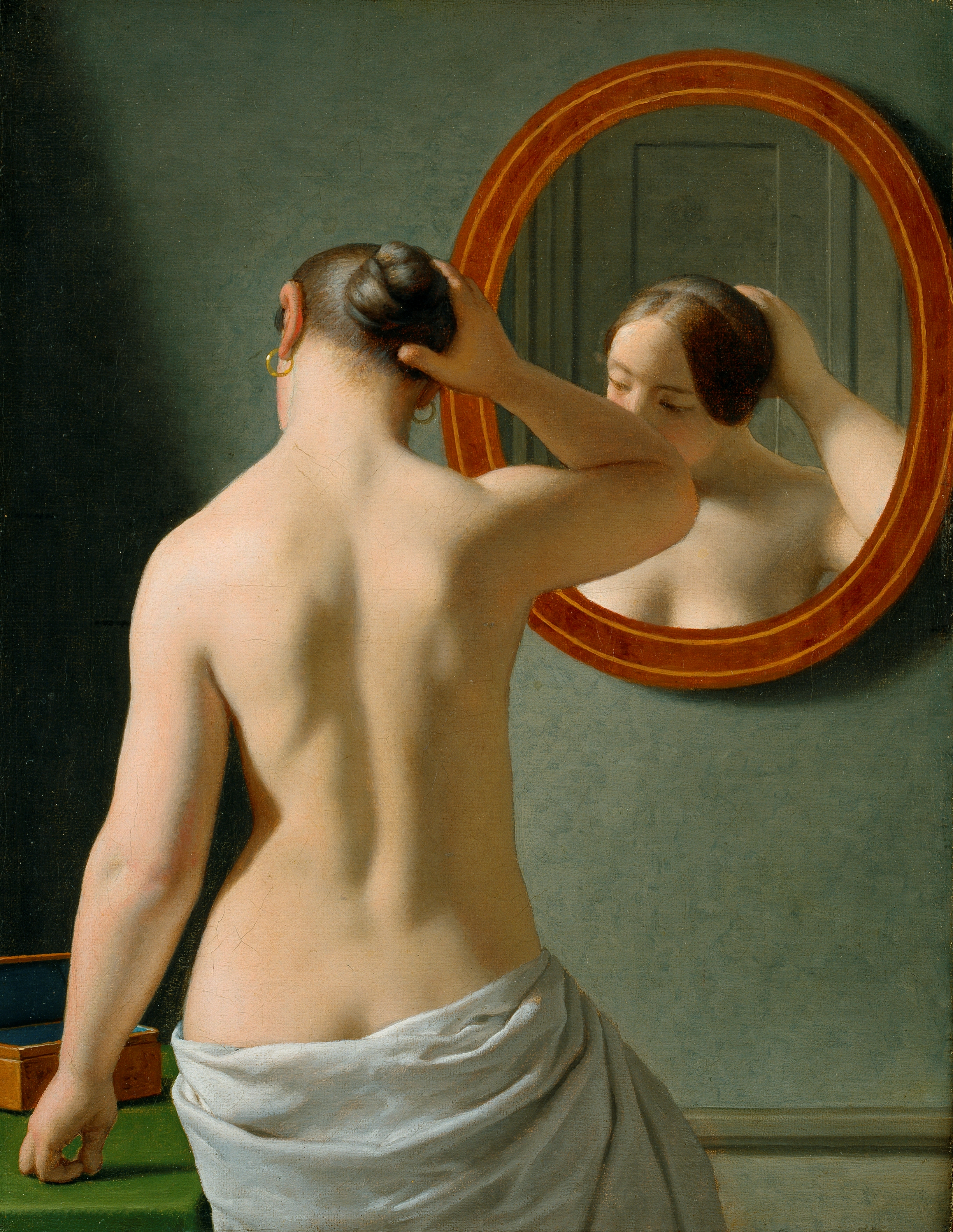
Femme à sa toilette, toile de Christoffer Wilhelm Eckersberg.

Cette page concerne l'année 1841 en arts plastiques.

## Événements
- 11 septembre : le peintre américain John Goffe Rand obtient un brevet pour le tube de peinture souple en zinc, pliable[1], commercialisé par les marchands de couleurs Winsor & Newton (en) de Londres.

## Naissances
- 14 janvier : Berthe Morisot, peintre française († 2 mars 1895),
- 20 janvier : Fortuné Viguier, peintre français († 13 janvier 1916),
- 8 février : Camille Dufour, peintre français († 3 janvier 1933),
- 10 février : Eugen Dücker, peintre romanticiste germano-estonien († 6 décembre 1916),
- 11 février : Józef Brandt, peintre polonais († 12 juin 1915),
- 16 février :
  - Armand Guillaumin, peintre français († 26 juin 1927),
  - Jacques Adrien Sauzay, peintre paysagiste français († 24 novembre 1928),
- 25 février : Pierre-Auguste Renoir, peintre et sculpteur français († 3 décembre 1919),
- 2 mars : Félix de Vuillefroy-Cassini, artiste et entomologiste français († 1er décembre 1918),
- 13 mars : Eugène Sadoux, peintre, lithographe et aquafortiste français († novembre 1906),
- 14 mars : Émile-Louis Minet, peintre français († 28 avril 1923),
- 27 mars : Auguste Laguillermie, peintre et graveur aquafortiste français († 14 décembre 1934),
- 31 mars : Edmond Yon, graveur et peintre paysagiste français († 25 mars 1897),
- 2 avril : George Turner, peintre britannique († 29 mars 1910),
- 11 avril : Anette Hasselgren, peintre suédoise (° 1775),
- 13 avril : Louis-Ernest Barrias, sculpteur français († 4 février 1905),
- 21 avril : Filippo Colarossi, sculpteur et peintre italien († 25 août 1906),
- 3 mai : Ivan Pranishnikoff, peintre, illustrateur et archéologue russe († 16 avril 1909),
- 7 mai : Antonio Dal Zotto, sculpteur italien († 19 février 1918),
- 10 mai : Nikolaï Makovski, peintre russe († 18 octobre 1886),
- 15 mai : Eugène Murer, peintre français  († 22 avril 1906),
- 22 mai : Hamilton Macallum, peintre écossais († 23 juin 1896),
- 24 mai : Ferdinand Leenhoff, peintre et sculpteur néerlandais († 25 avril 1914),
- 30 mai : Karel Klíč, peintre, photographe et illustrateur autrichien, austro-hongrois puis tchécoslovaque († 16 novembre 1926),
- 2 juin : Federico Zandomeneghi, peintre italien († 31 décembre 1917),
- 5 juin : Alberto Vianelli, peintre italien († février 1927),
- 8 juin : Alfred Le Petit, peintre, caricaturiste et photographe français († 15 novembre 1909),
- 10 juin : Eugène Claude,  peintre français († 1922).
- 13 juin : Antoni Kozakiewicz, peintre polonais († 3 janvier 1929),
- 20 juin : Marius Vasselon, peintre français († 18 novembre 1924),
- 30 juin : Antoine Guillemet, peintre français († 19 mai 1918),
- 13 juillet : Leopoldo Burlando, peintre italien († 15 avril 1915),
- 25 juillet : Nélie Jacquemart, peintre et collectionneuse d'art française († 14 mai 1912),
- 2 août : Georges Montbard, caricaturiste, dessinateur, peintre et aquafortiste français († 5 août 1905),
- 24 août : Georges Jeannin, peintre de natures mortes français († 10 décembre 1925),
- 11 septembre : Jean-Baptiste Noro, peintre et anarchiste français († juin 1909),
- 13 septembre : Giovanni Gavazzeni, peintre italien († 29 novembre 1907),
- 20 septembre : Henri Georges Caïus Morisset, peintre portraitiste français († 26 novembre 1899),
- 2 octobre : Eugène Cottin, peintre et caricaturiste français († 7 août 1902),
- 8 octobre : Paul Guibé, sculpteur et peintre français († 20 septembre 1922),
- 10 octobre : Giuseppe Barbaglia, peintre italien († 28 mars 1910),
- 12 octobre : Léon Herpin, peintre paysagiste et sur porcelaine français († 27 octobre 1880),
- 24 octobre : Alexandre Stanislas Giffard, peintre paysagiste et portraitiste canadien († 13 avril 1880),
- 3 novembre : Henri-Louis Dupray, peintre, graveur et illustrateur français († mai 1909),
- 6 novembre : Lucien Mouillard, historien et peintre français († 10 octobre 1924),
- 19 novembre : Adolphe-Alphonse Géry-Bichard, peintre, graveur et illustrateur français († 24 décembre 1926),
- 1er décembre : Jules Jacquet, graveur et peintre français († 3 mars 1913),
- 4 décembre : Paul Vayson, peintre et graveur français († 13 décembre 1911),
- 6 décembre : Frédéric Bazille, peintre français († 28 novembre 1870),
- 7 décembre : Élie Laurent, peintre français († 25 octobre 1926),
- 10 décembre : Eduardo Dalbono, peintre italien († 23 août 1915),
- 20 décembre : Joseph-Marius Cabasson, peintre aquarelliste français († 4 août 1920),
- ? :
  - Giuseppe Boschetto, peintre italien († 1918),

## Décès
- 12  janvier : Augustin-Louis Belle, peintre d’histoire français (° 1757),
- 22 février : Auguste de Forbin, peintre, écrivain archéologue et administrateur français, directeur général du musée du Louvre (° 19 août 1777).
- 26 juin : Constant Bourgeois, peintre, lithographe, dessinateur et graveur français († 5 juin 1767),
- 5 septembre : Achille Pinelli, peintre italien (° 1809),
- 23 novembre : Watanabe Kazan, peintre et lettré japonais (° 1793),
- ? :
  - José Domínguez Bécquer, peintre espagnol (° 22 janvier 1805),
  - Jean Suau, peintre d'histoire français († 23 février 1755).